# Kirchstraße 29 (Bregenz)

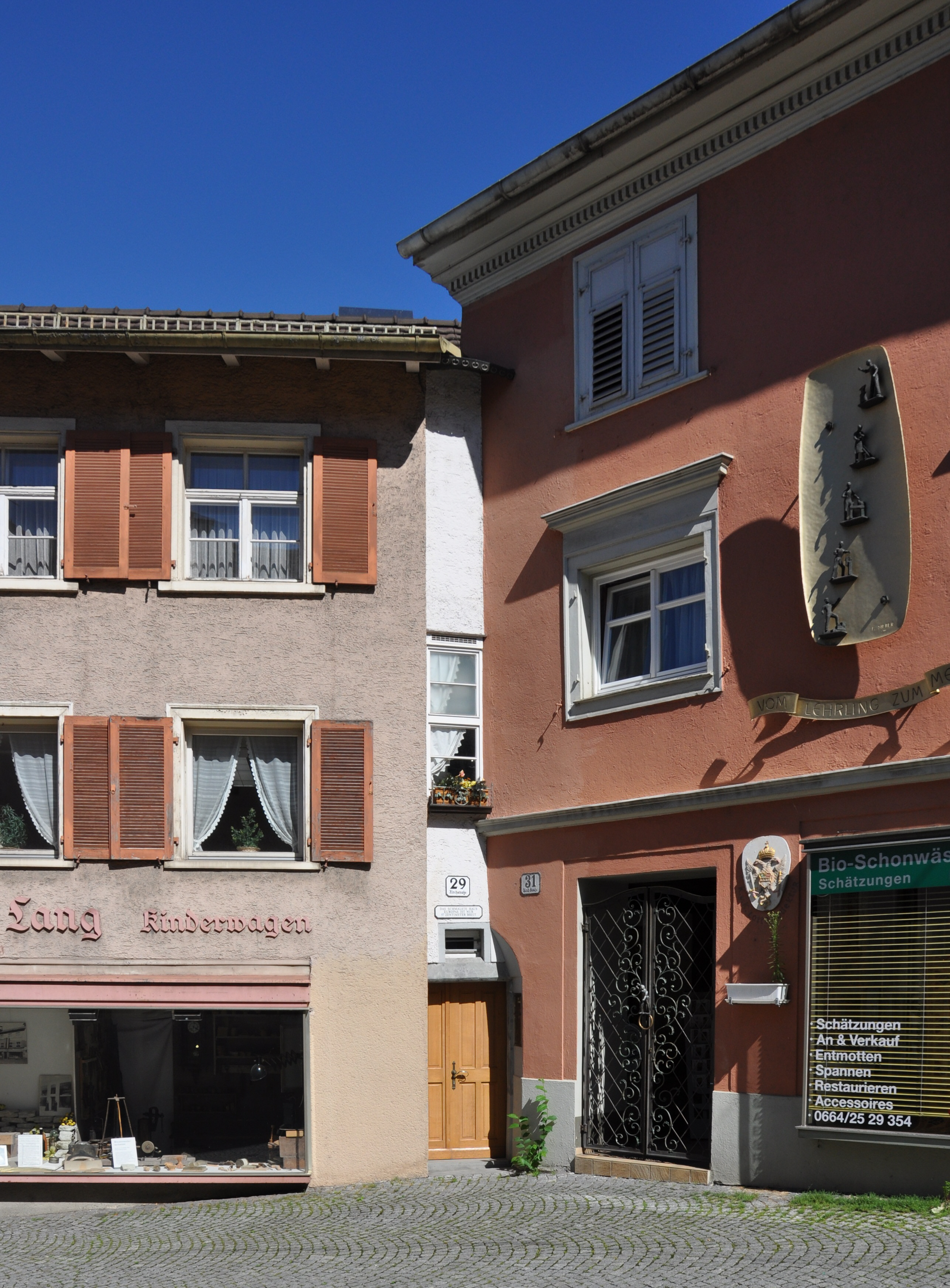
Kirchstraße 29

Das Gebäude Kirchstraße 29 ist ein Wohnhaus in Bregenz. Es wurde 1796 das erste Mal erwähnt und wird touristisch als das „schmalste Haus Europas“ beworben.

## Architektur
Das „schmalste Haus Europas“ hat keine eigenen seitlichen Außenmauern, sondern wurde in der Tradition Parasitärer Architektur in die bestehende Baulücke eingefügt. Die Fassade ist zur Kirchstraße hin nur 57 cm breit. Da die Haustür etwas breiter ist, greift sie auf das Nachbarhaus Kirchstraße 31 über.
Das zwischen den Häusern Nr. 27 und 31 liegende Haus wird rückseitig Richtung Thalbachgasse in spitzem Winkel keilförmig breiter und hat im hinteren Teil eine wohnhausübliche Breite. Insgesamt weist das Gebäude 60 m² Wohnfläche auf.

## Geschichte
Das Einfügen des Hauses Nr. 29 ist laut Stadtarchiv historisch nicht belegt. Es ist jedenfalls mehr als zweihundert Jahre alt, denn 1796 bestand es schon und gehörte einem Wachszieher. 1886 wurde es vom Urgroßvater des vorletzten Besitzers (bis 2012) gekauft. Urgroßvater, Großvater und Vater betrieben mit Familie ein Bürstenbinder- und zuletzt zugleich auch ein Kinderwagengeschäft. 1999 wurde das Geschäft geschlossen und die Fenster und die Haustür in der Fassade Kirchstraße zugemauert; der Eingang war zudem durch einen Verteilerkasten verstellt. Um 2002 wurden Fenster und Tür wiederhergestellt.
2012 wurden die Häuser 27 und 29 vom letzten Eigentümer aus der Bürstenbinderfamilie Lang verkauft; bis 2020 wurden beide Häuser zusammengelegt und grundlegend saniert. Nur noch die Fassade erweckt nun den Anschein zweier getrennter Gebäude.

## Andere schmale Häuser
Die schmalsten Häuser Europas befinden sich nach vol.at von 2012 in folgenden Städten, wobei nicht in allen Fällen die Häuser selbst durchgehend so schmal sind, sondern nur eine Fassade:
- 080 cm (schmalste Stelle) / 4,50 m (breiteste Stelle), Kiel, Deutschland – errichtet 2007 zwischen Königsweg 56 und 58[2][3]
- 097 cm, Valencia, Spanien
- 099 cm, Amsterdam, Niederlande
- 130 cm, Bratislava, Slowakei
- etwa 150 cm, Warschau, Polen: Keret-Haus

Das 383 cm breite Haus in Fürstenwalde/Spree, Tuchmacherstraße 12 nennt sich Schmalstes Haus. Das kleinste Haus von Wien hat zwar eine vergleichsweise breite Fassade, bringt es aufgrund seiner geringen Tiefe allerdings nur auf 14 m². Es wurde 1872 erbaut und beherbergt seither das Geschäft eines Uhrmachers. Ebenfalls ein Uhrmacher (hier namens Gerstner) nutzt seit 1871 das kleinste Haus von Graz in Neutorgasse 5, schmal und kurz und eingeschoßig schmiegt es sich an die Franziskanerkirche an.
Ausdrücklich als Kunstprojekt geschaffen wurde das „Narrow House“ des österreichischen Künstlers Erwin Wurm, das 2010 entstanden ist und nach mehreren Ausstellungen 2022 eine permanente Heimat auf einem öffentlichen Platz in Le Havre (Frankreich) gefunden hat.